# Manowar
Manowar – amerykański zespół muzyczny grający heavy/power metal, założony w roku 1980 przez Joeya DeMaio i Rossa Friedmana. Nakład wszystkich wydawnictw grupy przekroczył 30 milionów kopii.

## Historia

### Początek
Historia Manowar rozpoczyna się w roku 1980 z chwilą spotkania Joeya DeMaio oraz Rossa Friedmana w Newcastle City Hall na trasie Black Sabbath Heaven And Hell. DeMaio pracował wtedy jako technik basowy oraz pirotechnik, a Ross grał na gitarze w zespole Shakin' Street supportującym Black Sabbath. Muzycy kilka miesięcy później spotykali się ponownie, tym razem w celu podjęcia współpracy.
Powstaje Manowar, niedługo potem do zespołu dołączają wokalista Eric Adams oraz perkusista Donnie Hamzik. W 1982 roku zarejestrowany zostaje debiutancki album pt. Battle Hymns. Muzycy prezentują tutaj zarówno szybkie, heavymetalowe utwory, których tematem są głównie sami muzycy, wojna w imię metalu (utwory: Manowar, Metal Daze), jak i podniosłe i utwory pełne patosu (Battle Hymn). Gościnnie na albumie wystąpił Orson Welles, który użyczył swego głosu jako narrator w utworze pt. Dark Avenger.
Trud działalności koncertowej doprowadził do odejścia Donniego Hamzika z grupy. Zastąpił go Scott Columbus, który z przerwami występuje w zespole do 2009 (zmarł 4 kwietnia 2011). Pierwszy album nie odniósł spodziewanego sukcesu komercyjnego, grupa tym samym rozwiązała kontrakt płytowy z Liberty/EMI. Odszkodowanie uzyskane z tytułu zerwanego kontraktu pozwoliło na realizację kolejnego albumu pt. Into Glory Ride (roboczy tytuł brzmiał Symphonies Of Steel), album zdecydowanie cięższy i bardziej podniosły, co osiągnięto m.in. przez wysunięcie perkusji na pierwszy plan. Nowy kontrakt z Megaforce Records (w tym czasie wydawca m.in. Kill ’Em All Metalliki i Fistful Of Metal Anthraxu) został podpisany przez Eric Adamsa, Joey DeMaio, Ross The Boss i Scott Columbus krwią, co później znalazło wielu naśladowców. Wśród nagranych utworów znalazła się pierwsza wersja Defender (kolejny utwór z Orsonem Wellesem), jednak ograniczenia objętościowe płyty winylowej spowodowały, że z oficjalnym wydaniem czekano aż cztery lata. Całość promował teledysk do Gloves Of Metal.
Jednym z marzeń muzyków podczas promocji Into Glory Ride była wizyta w Wielkiej Brytanii, gdzie grupa miała dość liczne grono fanów, jednak dzień przed wyjazdem siostra promotora zespołu zginęła w wypadku samochodowym i tournée zostało odwołane. Pomimo tego wiosną 1984 roku wydany został kolejny album. Hail to England nagrany został dla Geffen Records w kanadyjskim studio, jednocześnie z Sign of the Hammer w ciągu sześciu dni za sumę 15 000 dolarów amerykańskich.

### Wrota do kariery

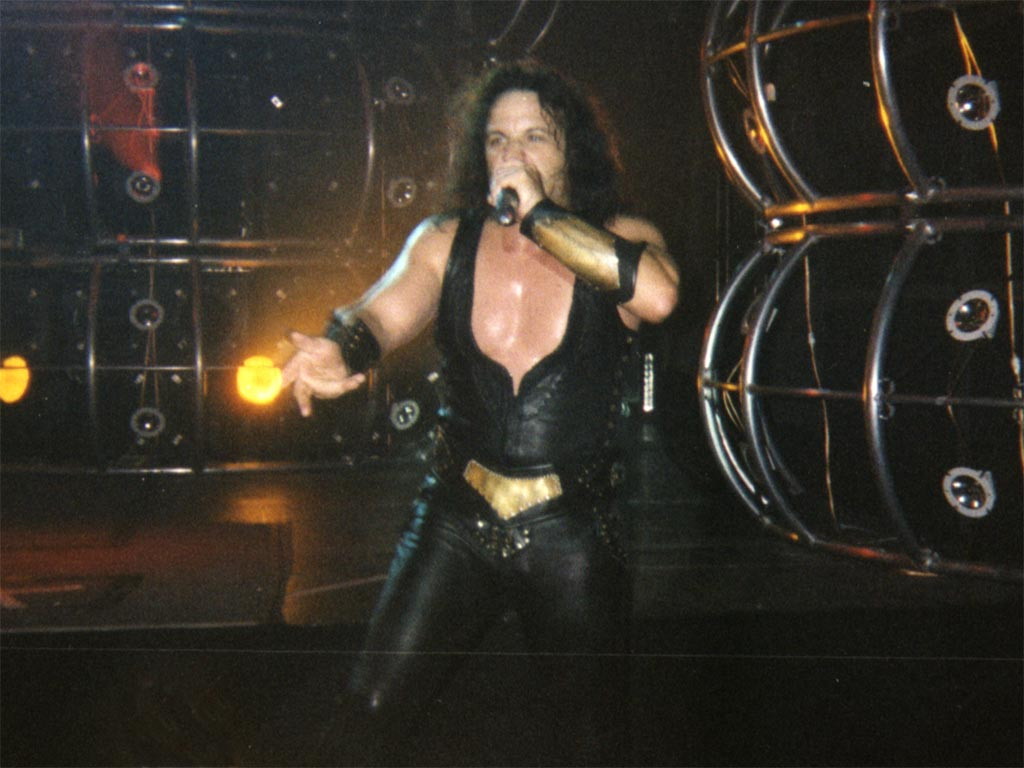
Eric Adams (Manowar), koncert 16 XI 2002 w Bercy (Paryż)

Po zakończeniu promocji Hail to England zrealizowano kolejny utwór do gotowego już albumu, który ostatecznie stał się też utworem tytułowym. Jesienią 1984 wydano Sign of the Hammer. Kolejny album wydany został dopiero w trzy lata później. Płyta Fighting the World przynosi grupie uznanie zarówno wśród fanów jak i krytyków. Wydawnictwo promowane przez liczne koncerty oraz teledysk do Blow Your Speakers, piętnujący łatwą muzykę w mediach. Rok 1988 upłynął pod znakiem Kings of Metal. Ten słynny album był wyjątkowy także z tego powodu, że nie powstawał wyłącznie w studio. Muzycy wybrali się do Birmingham w Anglii, by w Katedrze Św. Pawła wraz ze stuosobowym męskim chórem Canlodir nagrać The Crown And The Ring. Po skończeniu nagrań zespół opuścił Ross The Boss. Muzyk zastąpiony został przez byłego członka Chicago Davida Shanklea, który został wybrany spośród 150 innych gitarzystów. Zespół zaczął też budować własne studio nagraniowe w Nowym Jorku, nazwane Haus Wanfried po miejscu, w którym żył Ryszard Wagner. W międzyczasie zespół opuścił Scott Columbus, motywując decyzję chorobą syna. Na swoje miejsce polecił Kenny’ego Earla znanego jako Rhino.
W zmienionym składzie grupa zrealizowała kolejny siódmy album pt. The Triumph of Steel, który trafił na 8 miejsce niemieckiej listy przebojów. The Triumph of Steel zawiera najdłuższą kompozycję w historii zespołu, Achilles: Agony And Ecstasy In Eight Parts, trwającą 28 minut. Ten inspirowany Iliadą Homera utwór opisuje oblężenie Troi z perspektywy wodza Achajów. Jednym z ważniejszych punktów trasy koncertowej był pierwszy występ w Grecji, gdzie Manowar zagrał dla 15 000 fanów na ateńskim Stadionie Pokoju i Przyjaźni. W niemieckim Hanowerze grupa pobiła własny rekord głośności. Dwóch niezależnych specjalistów orzekło, że 10 ton głośników i wzmacniaczy (12 metrów długości i 6,3 wysokości) wydało dźwięk o poziomie natężenia 129,5 dB.
W 1992 roku zespół odwiedził po raz pierwszy Rosję, fragmenty z wizyty grupy w kraju można obejrzeć na pierwszym dokumencie video pt. Secrets of Steel wydanym w 1993. W tym samym roku żeni się i opuszcza grupę David Shankle, na miejsce Rhino zaś powraca Scott Columbus. W 1994 wydane zostają dwie kompilacje utworów. The Hell of Steel zostaje wydane przez Atlantic Records i zawiera utwory m.in. z albumów Fighting the World, Kings of Metal i The Triumph of Steel oraz Herz Aus Stahl (niemiecka wersja Heart Of Steel), natomiast Anthology jest zbiorem z szerszej ilości albumów.
W 1994 grupę zasilił Karl Logan, którego Joey DeMaio poznał podczas wypadku, który spowodował ten pierwszy. Rozpoczęte tego samego roku nagrania trwały dwa lata. W 1996 ukazuje się Louder Than Hell, promowany przez teledysk do utworu pt. Return Of The Warlord.

### Dzieje najnowsze
6 lat oczekiwania pomiędzy premierą Louder Than Hell, a Warriors of the World, skróciło wydanie dwóch albumów koncertowych (pt. Hell on Wheels i Hell on Stage) i pierwszej części Hell On Earth, kompilacji wydanej na kasetach VHS i płytach DVD dokumentującej historię grupy.
Zespół zrealizował teledysk do utworu tytułowego po czym wyruszył w trasę koncertową, którą udokumentowano na dwupłytowym wydawnictwie zatytułowanym Fire And Blood. Pierwsza płyta zawiera koncert z Brazylii, druga jest kolejną częścią Hell On Earth. Pod koniec roku wydany zostaje singel The Dawn of Battle zawierający dwa nowe utwory (tytułowa i I Believe).
w 2003 roku wydana zostaje trzecia część Hell On Earth, a 25 lipca 2005 w Europie wydany zostaje Hell On Earth IV. W 2006 roku wychodzi singel Sons of Odin. Pod koniec lutego 2007 roku grupa wydała najnowszy album Gods of War, a na początku lipca podwójny album koncertowy Gods of War Live.
W 2009 roku zespół wydał EP (minialbum) zatytułowany Thunder In The Sky. Na płycie podstawowej wśród nagrań znalazła się ballada „Father”. Na drugiej z płyt zespół oddał hołd swoim fanom nagrywając utwór „Father” w piętnastu wersjach językowych, w tym również w języku polskim. W 2010 zostaje wydany Hell on Earth V, Battle Hymns 2011 oraz cover Heaven and Hell zespołu Black Sabbath jako oddanie hołdu w stronę Dio.

## Muzycy

### Obecni członkowie
- Eric Adams – śpiew (od 1980)
- Joey DeMaio – gitara basowa (od 1980)
- Karl Logan – gitara (1994-2018)
- Donnie Hamzik – perkusja (1980-1983, 2009, od 2010)

### Byli członkowie
- Ross Friedman – gitara (1980-1989)
- David Shankle – gitara (1989-1992)
- Carl Canedy – perkusja (1980)
- Rhino – perkusja (1992-1995, 2008)
- Scott Columbus (zmarły) – perkusja (1983-1992, 1995-2009)

## Dyskografia

### Albumy studyjne
| Rok                            | Tytuł                                                                        | Pozycja na liście | Pozycja na liście | Pozycja na liście | Pozycja na liście | Pozycja na liście | Pozycja na liście | Pozycja na liście | Pozycja na liście | Pozycja na liście | Pozycja na liście | Pozycja na liście | Certyfikat         |
| Rok                            | Tytuł                                                                        | DEU               | FRA               | NOR               | FIN               | SWE               | AUT               | CHE               | BEL               | ESP               | JPN               | GBR               | Certyfikat         |
| ------------------------------ | ---------------------------------------------------------------------------- | ----------------- | ----------------- | ----------------- | ----------------- | ----------------- | ----------------- | ----------------- | ----------------- | ----------------- | ----------------- | ----------------- | ------------------ |
| 1982                           | Battle Hymns - Data: 23 sierpnia 1982 - Wydawca: Liberty Records             | –                 | –                 | –                 | –                 | –                 | –                 | –                 | –                 | –                 | –                 | –                 |                    |
| 1983                           | Into Glory Ride - Data: 11 lipca 1983 - Wydawca: Megaforce Records           | –                 | –                 | –                 | –                 | –                 | –                 | –                 | –                 | –                 | –                 | –                 |                    |
| 1984                           | Hail to England - Data: 16 lipca 1984 - Wydawca: Geffen Records              | –                 | –                 | –                 | –                 | –                 | –                 | –                 | –                 | –                 | –                 | 83                |                    |
| 1984                           | Sign of the Hammer - Data: 15 października 1984 - Wydawca: 10 Records        | –                 | –                 | –                 | –                 | 34                | –                 | –                 | –                 | –                 | –                 | 73                |                    |
| 1987                           | Fighting the World - Data: 14 maja 1987 - Wydawca: Atco Records              | –                 | –                 | –                 | –                 | 27                | –                 | –                 | –                 | –                 | –                 | –                 | - DEU: złota płyta |
| 1988                           | Kings of Metal - Data: 18 listopada 1988 - Wydawca: Atlantic Records         | –                 | –                 | –                 | –                 | 45                | –                 | –                 | –                 | –                 | –                 | –                 | - DEU: złota płyta |
| 1992                           | The Triumph of Steel - Data: 29 września 1992 - Wydawca: Atlantic Records    | 8                 | –                 | –                 | –                 | –                 | –                 | 20                | –                 | –                 | 68                | –                 | - DEU: złota płyta |
| 1996                           | Louder Than Hell - Data: 29 kwietnia 1996 - Wydawca: Geffen Records          | 7                 | –                 | –                 | 11                | 22                | 16                | 24                | –                 | –                 | 93                | –                 |                    |
| 2002                           | Warriors of the World - Data: 4 lipca 2002 - Wydawca: Nuclear Blast          | 2                 | 40                | 14                | –                 | 13                | 6                 | 35                | –                 | –                 | 55                | –                 | - DEU: złota płyta |
| 2007                           | Gods of War - Data: 23 lutego 2007 - Wydawca: Magic Circle Music             | 2                 | 109               | 36                | 12                | 17                | 9                 | 21                | 62                | 85                | 54                | –                 |                    |
| 2012                           | The Lord of Steel - Data: 19 października 2012 - Wydawca: Magic Circle Music | 19                | –                 | 40                | 20                | 41                | 37                | 191               | –                 | –                 | –                 | –                 |                    |
| „—” pozycja nie była notowana. |                                                                              |                   |                   |                   |                   |                   |                   |                   |                   |                   |                   |                   |                    |

### Wydania specjalne
| Rok  | Tytuł                                                                        |
| ---- | ---------------------------------------------------------------------------- |
| 2001 | Battle Hymns (Silver Edition) - Data: 2001 - Wydawca: Metal Blade Records    |
| 2001 | Into Glory Ride (Silver Edition) - Data: 2001 - Wydawca: Metal Blade Records |
| 2001 | Hail To England (Silver Edition) - Data: 2001 - Wydawca: Metal Blade Records |
| 2010 | Battle Hymns MMXI - Data: 26 listopada 2010 - Wydawca: Magic Circle Music    |
| 2014 | Kings of Metal MMXIV - Data : 7 lutego 2014 - Wydawca: Magic Circle Music    |

### Minialbumy
| Rok  | Tytuł                                                                  | Pozycja na liście | Pozycja na liście |
| Rok  | Tytuł                                                                  | DEU               | AUT               |
| ---- | ---------------------------------------------------------------------- | ----------------- | ----------------- |
| 2009 | Thunder In The Sky - Data: 17 lipca 2009 - Wydawca: Magic Circle Music | 28                | 72                |

### Albumy koncertowe
| 1997                           | Hell on Wheels - Data: 18 listopada 1997 - Wydawca: Universal Music Group | 37 | –  |
| 1999                           | Hell on Stage - Data: 2 października 1999 - Wydawca: Nuclear Blast        | 18 | 50 |
| 2007                           | Gods of War Live - Data: 6 lipca 2007 - Wydawca: Magic Circle Music       | –  | 69 |
| „—” pozycja nie była notowana. |                                                                           |    |    |

### Kompilacje
| 1994                           | The Hell of Steel - Data: 1994 - Wydawca: Atlantic Records     | 29  | 33 |
| 1997                           | Anthology - Data: 1997 - Wydawca: Connoisseur Collection       | –   | –  |
| 1998                           | Steel Warriors - Data: 24 listopada 1998 - Wydawca: BMG Ariola | –   | –  |
| 1998                           | Kingdom of Steel - Data: 1998 - Wydawca: Universal Music Group | 100 | –  |
| „—” pozycja nie była notowana. |                                                                |     |    |

### Single
| 1984                           | „All Men Play on Ten”                         | –  | –  | –  |
| 1987                           | „Blow Your Speakers”                          | –  | –  | –  |
| 1988                           | „Wheels Of Fire”                              | –  | –  | –  |
| 1988                           | „Kings Of Metal”                              | –  | –  | –  |
| 1992                           | „Metal Warriors”                              | –  | –  | –  |
| 1994                           | „Defender”                                    | –  | –  | –  |
| 1996                           | „Return of the Warlord”                       | 96 | –  | –  |
| 1996                           | „Number 1”                                    | –  | –  | –  |
| 1996                           | „Courage”                                     | –  | –  | –  |
| 1996                           | „Courage Live”                                | –  | –  | –  |
| 2002                           | „Warriors of the World United”                | 15 | 7  | 90 |
| 2002                           | „An American Trilogy / The Fight for Freedom” | 71 | –  | –  |
| 2002                           | „The Dawn of Battle”                          | 31 | –  | –  |
| 2005                           | „King of Kings”                               | –  | –  | –  |
| 2006                           | „Sons of Odin”                                | –  | 18 | –  |
| 2008                           | „Die With Honor”                              | –  | –  | –  |
| „—” pozycja nie była notowana. |                                               |    |    |    |

## Wideografia
| 1997                           | Secrets Of Steel (BOX) - Data: 1997 - Wydawca: Universal Music Group                             | –  |                    |
| 2000                           | Hell on Earth I (VHS) - Data: 2000 - Wydawca: Nuclear Blast                                      | –  |                    |
| 2002                           | Fire and Blood (DVD) - Data: 2 grudnia 2002 - Wydawca: SPV GmbH                                  | –  | - DEU: złota płyta |
| 2003                           | Hell on Earth III (DVD) - Data: 8 grudnia 2003 - Wydawca: SPV GmbH                               | –  |                    |
| 2005                           | Hell on Earth IV (DVD) - Data: 25 lipca 2005 - Wydawca: SPV GmbH                                 | 40 |                    |
| 2006                           | The Day the Earth Shook – The Absolute Power (DVD) - Data: 24 listopada 2006 - Wydawca: SPV GmbH | 86 |                    |
| 2009                           | Hell on Earth V (DVD) - Data: 27 listopada 2009 - Wydawca: Magic Circle Music                    | –  |                    |
| „—” pozycja nie była notowana. |                                                                                                  |    |                    |